# The Yankee Señor
The Yankee Señor és una pel·lícula muda dirigida per Emmett Flynn i protagonitzada per Tom Mix i Olive Borden, entre d'altres. Basada en la novel·la “Conquistador”, de Katherine Fullerton Gerould, es va estrenar el 10 de gener de 1926.

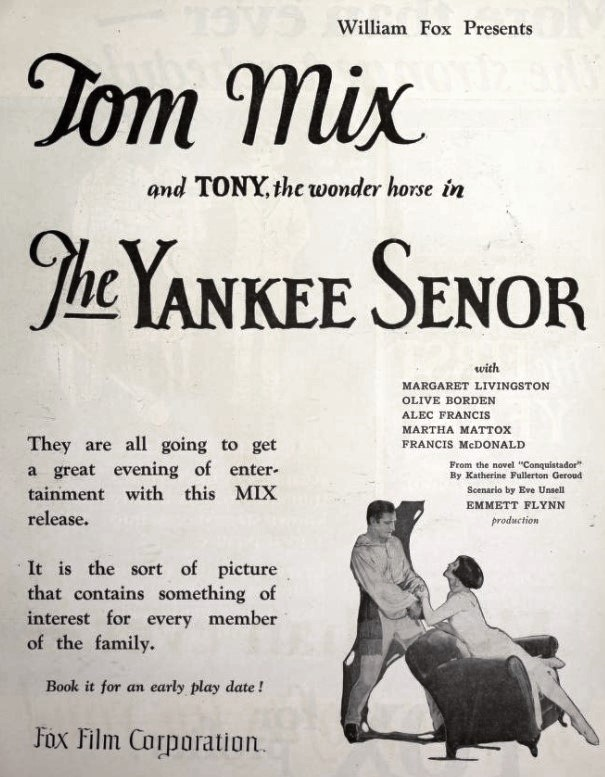
Anunci de la pel·lícula amb Tom Mix i Margaret Livingston aparegut a la pàgina 721 de l'edició de la revista The Moving Picture Worlddel 26 de desembre de 1925.

## Argument
Paul Wharton és un aventurer que té tendència a ser per les terres del sud, ja que la seva mare era mexicana. En aquests moments, Paul és l'encarregat d'una empresa de construcció de ferrocarril quan li arriba una carta que l'ha seguit per mig mon on la mare del seu pare li explica que el seu avi Don Fernando Gutiérrez, l'ha estat buscant. En aquell moment són atacats per una banda de bandits, encapçalada per Juan Gutiérrez, però tot i que destrossen el campament aconsegueix evitar que robin la nòmina dels treballadors. Paul decideix visitar el seu avi.
Don Fernando és un ric i envellit ranxer espanyol que fa molts anys que busca sense èxit el seu net, nascut d'una filla que va desheretar en un rampell en casar-se ella amb un aventurer nord-americà. Juan Gutiérrez, el cap dels bandits, és el fill adoptiu de Don Fernando, que no sap res de les activitats il·lícites del seu fillastre. Viu en una rica mansió amb el seu fillastre i Manuelita una parenta llunyana pobra que ha acollit.
Paul arriba al ranxo de Don Fernando i s'identifica com el net desaparegut. Explica al seu avi com ha aconseguit evitar que els bandits es facin en els diners i que ara ha d'anar a entregar-los. Juan, en adonar-se que el testament del vell pot canviar molt amb l'arribada de Paul, s'ofereix a acompanyar-lo per desfer-se d'ell i recuperar el botí. Pel camí fa que la seva colla capturi Paul i el lliguen a la part posterior d'un cavall salvatge. Paul s'escapa amb l'ajut del seu propi cavall, Tony, i torna al ranxo, on troba Don Fernando en el seu llit de mort. El darrer desig de Don Fernando és que Juan es casi amb Manuelita però aquesta està enamorada de Paul. La situació es complica perquè la promesa de Paul arriba de Boston. Juan organitza una festa mexicana i fa que Flora, una coneguda ballarina, col·loqui Paul en una posició compromesa. Això fa que la promesa de Paul trenqui el compromís i se’n torni a casa. Paul dona una pallissa a Juan i es casa amb Manuelita, una parenta llunyana de Don Fernando.

## Repartiment
- Tom Mix (Paul Wharton)
- Olive Borden (Manuelita)
- Alec B. Francis (Don Fernando Gutiérrez)
- Francis McDonnald (Juan Gutiérrez)
- Tom Kennedy (Luke Martin)
- Margaret Livingston (Flora)
- Kathryn Hill (Doris Mayne)
- Martha Mattox (tieta Abagail)
- Raymond Wells (capatàs del ranxo)
- Tony (el cavall)

## Fitxa tècnica
- Direcció: Emmett Flynn
- Ajudant de direcció: Ray Flynn
- Guió: Eve Unsell
- Fotografia: Dan Clark
- Productor: William Fox

## Producció
Durant el rodatge es va filmar durant dos dies l'escena del ball en Technicolor. Això va suposar l'ús de focus de 800 ampers, 4 vegades més potents que els que s'usaven normalment. Tom Mix, Margaret Livingstone i Kathryn Hill en van resultar seriosament afectats. Els actors no podien dormir per dolor als ulls i el mal de cap. L'entrebanc no va impedir però que la pel·lícula s'acabés com estava programat.